# Chrysolina peregrina peregrina
Chrysolina peregrina peregrina é uma subespécie de insetos coleópteros polífagos pertencente à família Chrysomelidae.
A autoridade científica da subespécie é Herrich-Schäffer, tendo sido descrita no ano de 1839.
Trata-se de uma subespécie presente no território português.